# 1582 en philosophie
Chronologie de la philosophie
- 1578
- 1579
- 1580
- 1581
- 1582
- 1583
- 1584
- 1585
- 1586

L’année 1582 a été marquée, en philosophie, par les événements suivants :

## Publications
- Giordano Bruno :  
  - De umbris idearum (Paris, 1582). Texte intégral en latin, Giordano Bruno.info: Download.
  - Cantus Circæus (1582). Texte intégral en latin, Giordano Bruno.info: Download.

## Naissances
- Filippo Arrighetti, né à Florence en 1582 et mort à Padoue le 27 novembre 1662 est un philosophe, philologue classique et académicien italien.

- 6 février à Bologne, en Émilie-Romagne : Mario Bettinus (ou Bettini) (mort dans la même ville le 7 novembre 1657) était un jésuite italien du XVIIe siècle, qui fut également philosophe, mathématicien et astronome.